# Gigouzac
Gigouzac é uma comuna francesa na região administrativa de Occitânia, no departamento de Lot. Estende-se por uma área de 9,91 km². Em 2010 a comuna tinha 285 habitantes (densidade: 28,8 hab./km²).